# Farkaspatak (Hunyad megye)

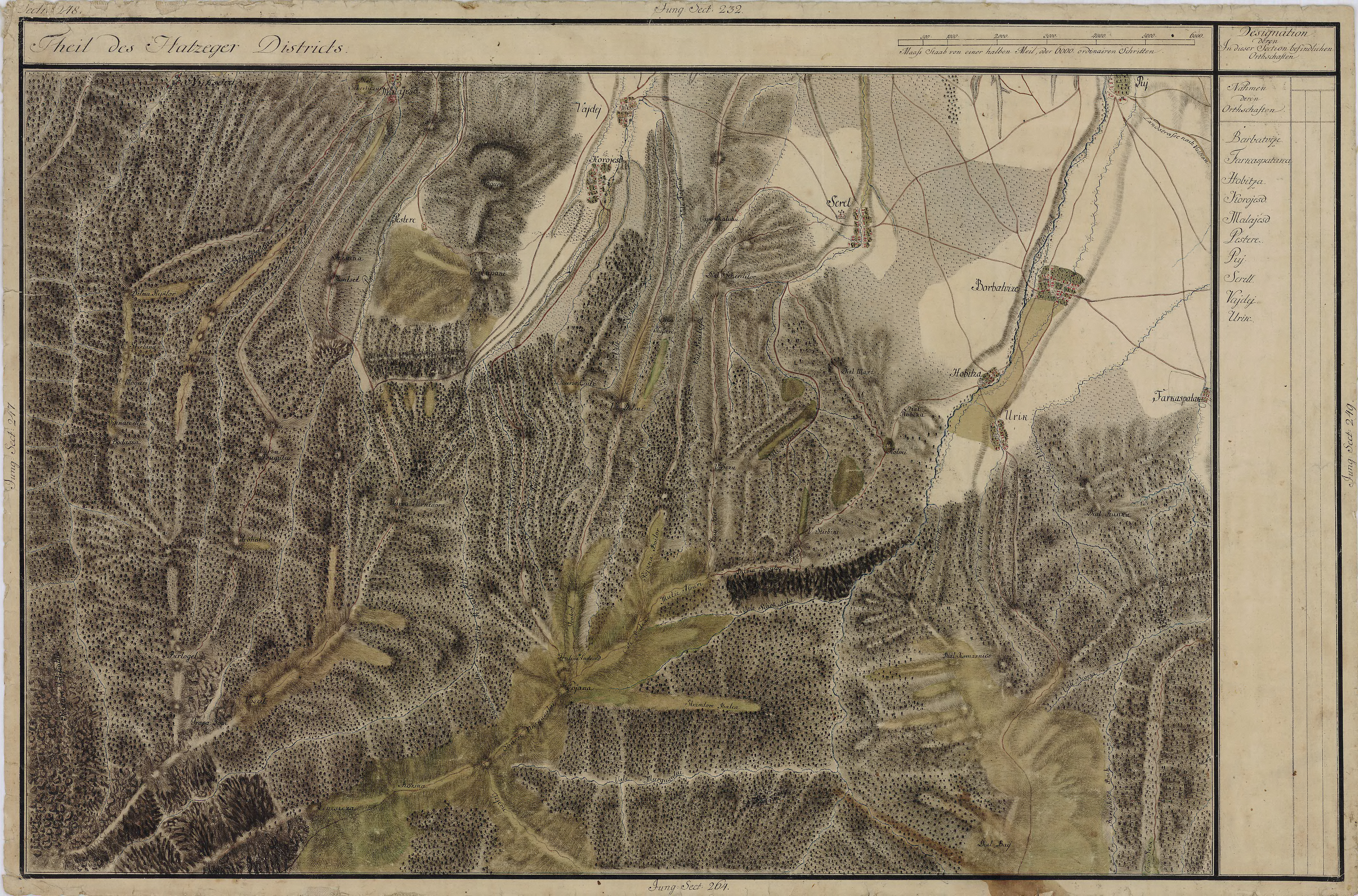
Farkaspatak egy régi térképen

Farkaspatak románul: Valea Lupului, település Romániában, Erdélyben, Hunyad megyében.

## Fekvése
Hátszegtől délkeletre fekvő település.

## Története
Farkaspatak nevét 1472-ben p. Farkaspathaka néven említette először oklevél. 1750-ben Valye Lupuluj, 1760–1762 között Farkas Pataka, 1808-ban Farkaspataka, Valyelupuluj, 1888-ban Farkaspatak (Valea Lupuluj), 1913-ban Farkaspatak néven írták.
1519-ben birtokosai a Puji, Szentgyörgyi, Kendefi és Kenderesi családok voltak.
A trianoni békeszerződés előtt Hunyad vármegye Puji járásához tartozott. 1910-ben 441 lakosából 405 román, 5 magyar volt. Ebből 427 görögkatolikus, 5 református, 7 görögkeleti ortodox volt.